# 중앙아시아의 소련 인프라
소련의 영향은 중앙아시아의 사회기반시설에서 많이 볼 수 있다. 중앙아시아는 운송, 물품 배송 및 에너지 분배를 위한 해당 사회기반시설의 연결 지점이다. 소련 붕괴 후 특히 키르기스스탄과 타지키스탄에서는 1990년대에 많은 산업 사회기반시설이 크게 쇠퇴했다. 따라서 도로, 철도 및 에너지 라인은 중화인민공화국, 아프가니스탄 또는 이란과 같은 다른 지역 이웃 국가들과 멀리 떨어져 러시아 연방을 지향하고 있다. 

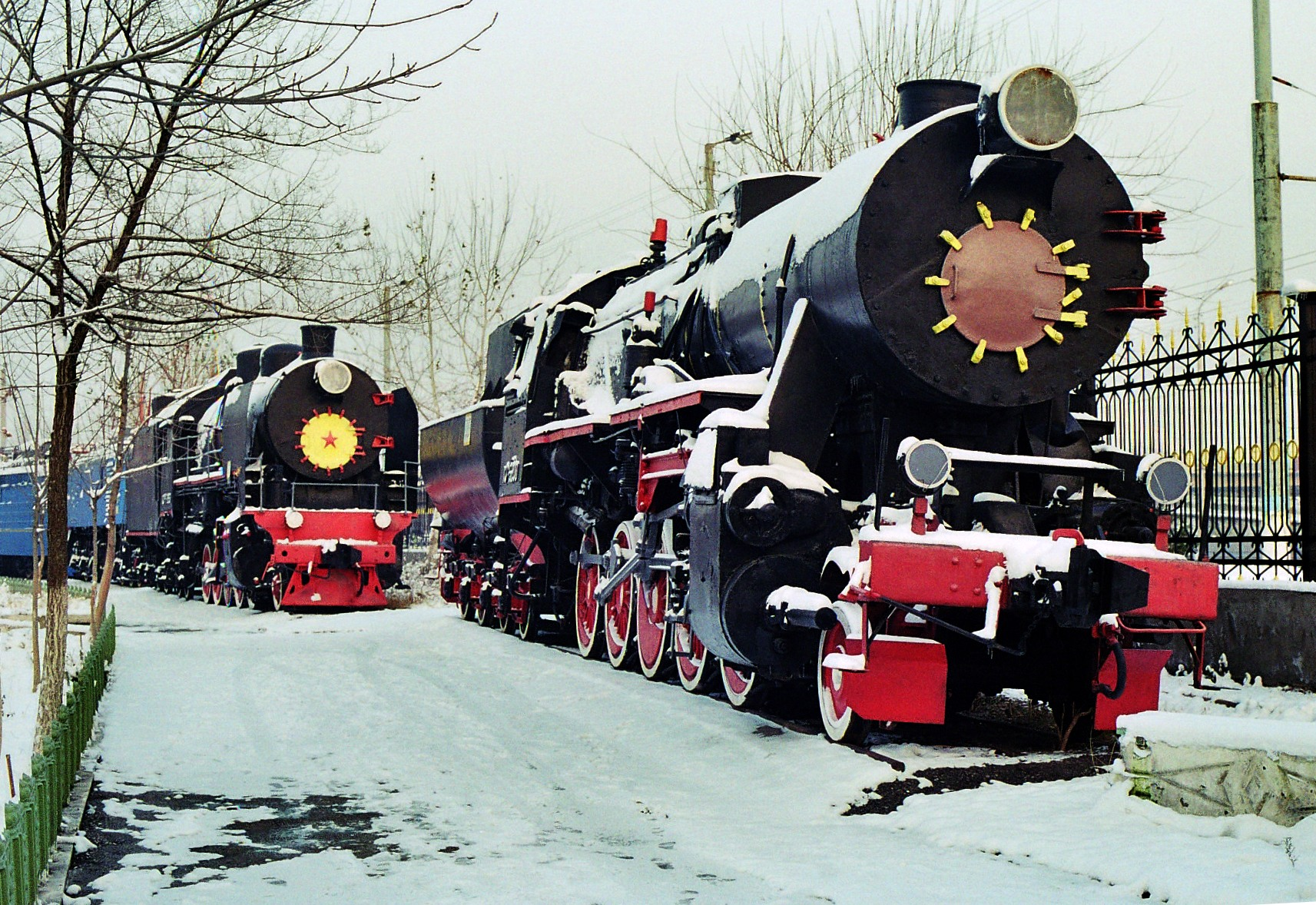
소련 증기 기관차 타슈켄트

## 철도 운송
중앙아시아 철도망은 주로 구 소련 기획자들의 필요를 염두에 두고 설계되었다. 전체 소련 철도 시스템은 모스크바를 중심으로 건설되었다. 결과적으로 중앙아시아 철도는 주로 남북 방향으로 향하고 (현재 존재하는) 국경은 계획에서 무시되었다. 결과적으로 중앙아시아에서 러시아로 가는 거의 모든 화물은 카자흐스탄을 통과하며, 여기에는 유럽과의 무역도 포함된다. 우즈베키스탄 또한 상당한 환승 교통량을 가지고 있다.

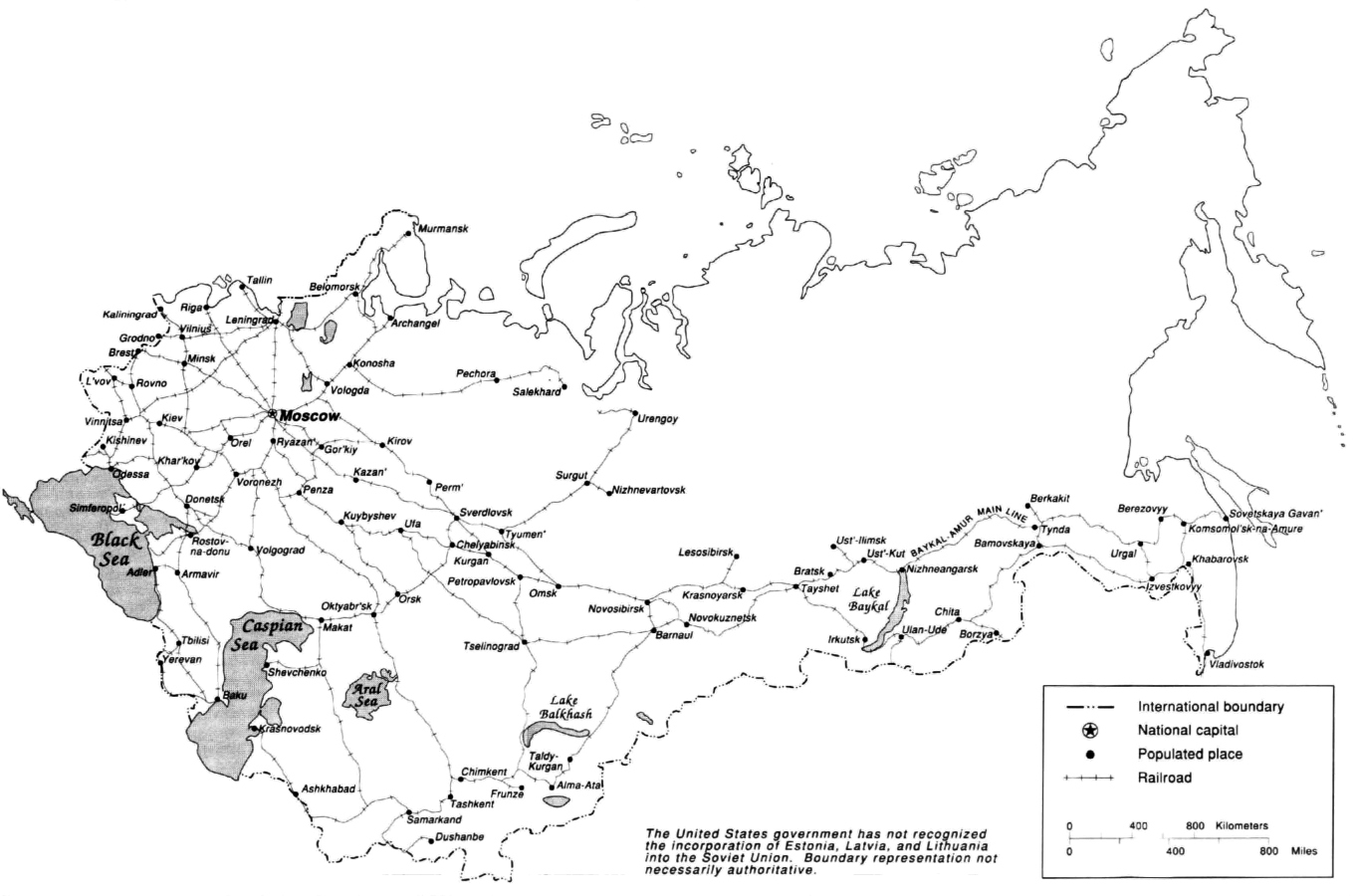
주요 소련 철도, 1986

4개 중앙아시아 공화국(CAR)의 총 철도망 길이는 약 19,600km이지만 국가별로 규모는 다르다.
- 카자흐스탄은 약 14,600km의 주요 노선을 가지고 있으며, 이 중 37%는 복선이고 28%는 전철화되어 있다.
- 우즈베키스탄은 지난 2~3년간 건설된 400km의 새 노선을 포함하여 약 4,000km를 가지고 있다. 약 150km는 복선이고 약 10%는 전철화되어 있다.
- 다른 중앙아시아 국가들은 대부분 단선이며 전철화되어 있지 않다. 2004년에는 키르기스 공화국의 주요 노선이 주로 북부에 426km, 타지키스탄에 북부의 106km를 포함하여 533km였다.[1]

### 소련 철도 관리
소련 시대에 중앙아시아 국가들의 철도는 철도부의 관할 하에 지역별로 다음과 같이 나뉘어 있었다.

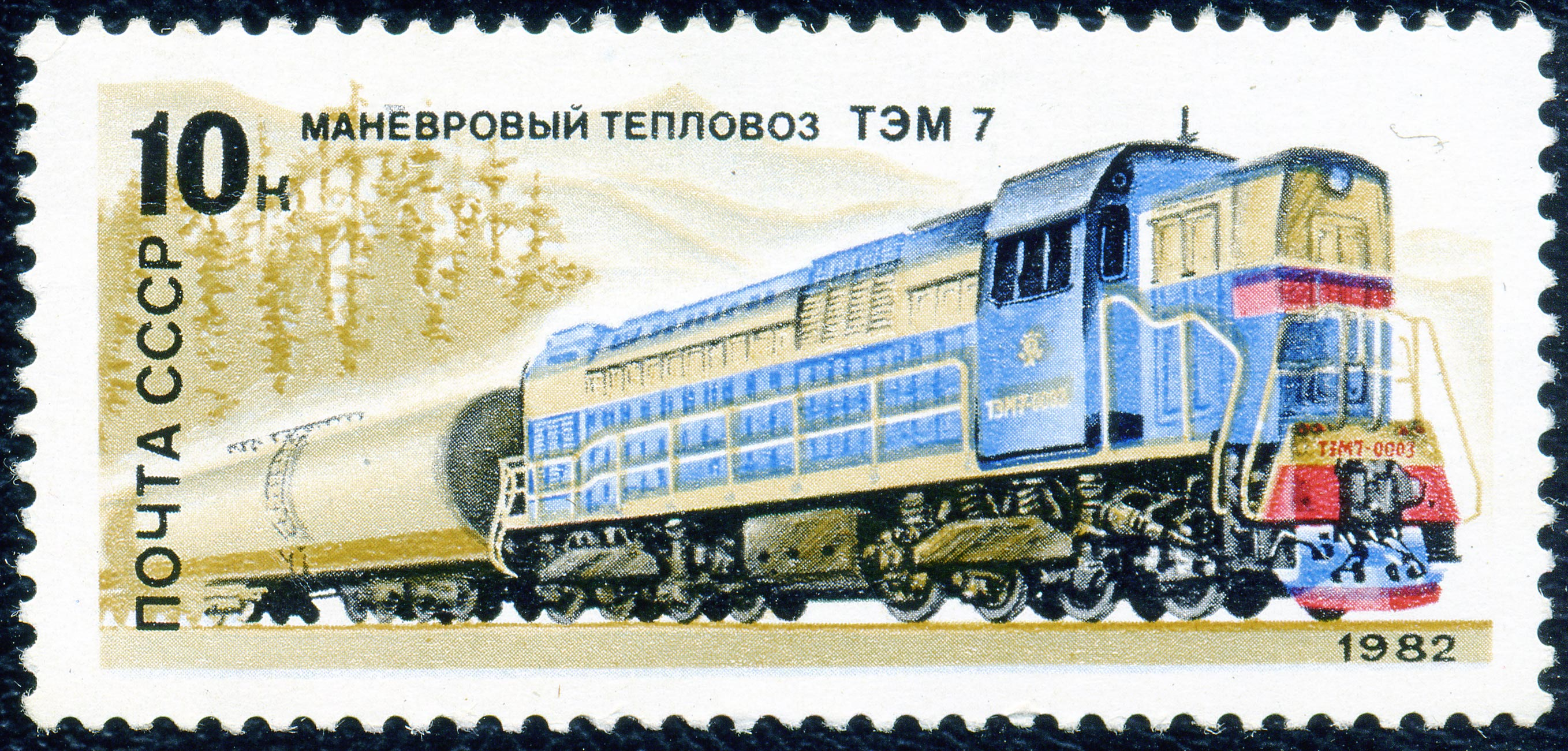
디젤 기관차 조차기 TEM-7

1. 알마아타 철도국 (카자흐스탄 남부 및 키르기스스탄 북부)
2. 첼리나야 철도국 (카자흐스탄 북부)
3. 서카자흐스탄 철도국
4. 중앙아시아 철도국 (카자흐스탄과 키르기스스탄 북부를 제외한 전체 중앙아시아 지역)

카자흐 철도는 남부 우랄 철도의 7개 지부 중 하나이다. 1958년 투르키스탄-시베리아 및 카라간다 철도와 구 타슈켄트, 오렌부르크, 남부 우랄 철도의 일부가 합쳐져 형성되었다. 주요 간선은 카자흐스탄을 우랄 및 볼가 지역과 연결했다. 키넬-오렌부르크-일레츠크 간선은 소련의 유럽 지역과 카자흐스탄 및 나머지 중앙아시아를 연결했다. 주요 운송 품목은 석탄(22%), 철금속(12%), 석유(10%), 건축 자재(9%)였다. 남부 우랄 철도는 1971년 10월 혁명 훈장을 받았다. 1971년에 이 철도는 13,250km의 선로를 가지고 있었으며, 이는 소련 전체 철도망의 9%에 해당했다. 일부 노선은 1915-17년에 건설되었지만, 노선의 80%는 소련 시대에 건설되었다. 1971년에 카자흐 철도는 레닌 훈장을 받았다.
독립 후, 각국은 자국 철도를 국유화하고 점진적으로 통제권을 확보했다. 카자흐스탄의 세 회사는 1997년에 단일 회사로 합병되었다.
코메콘(COMECON) 체제(경제상호원조회의 – 소련의 국제 지원 체제) 하에서 철도 제조 부문의 전문화로 인해 대부분의 객차는 동독에서, 기관차는 러시아와 체코슬로바키아에서 생산되었다. 중앙아시아에는 철도 기관차나 차량 제조업체가 없으므로, 예비 부품의 부족과 철도 차량을 제대로 유지 보수할 수 없는 문제가 지속적으로 발생한다.
소련에서 전기 철도의 전력 공급 시스템은 전체 전력 시스템과 밀접하게 연관되어 있다. 전기는 변전소에서 고전압 송전선을 통해 도착하여 변환된 다음 급전선 및 부스터 선을 통해 접촉 시스템으로, 그리고 최종적으로는 철도 차량으로 전달된다. 철도 차량의 장비에 따라 전력은 상용 주파수(50헤르츠) 또는 더 낮은 주파수(16 2/3 또는 25Hz)에서 단상 시스템을 사용하는 직류 시스템을 통해 공급될 수 있다. 소련의 직류 시스템은 3킬로볼트의 공칭 전압을 가졌다. 1956년 소련 중앙 위원회는 철도 전기화 종합 계획을 채택했고, 이후 주요 철도 노선이 개선되었다.

### 궤간

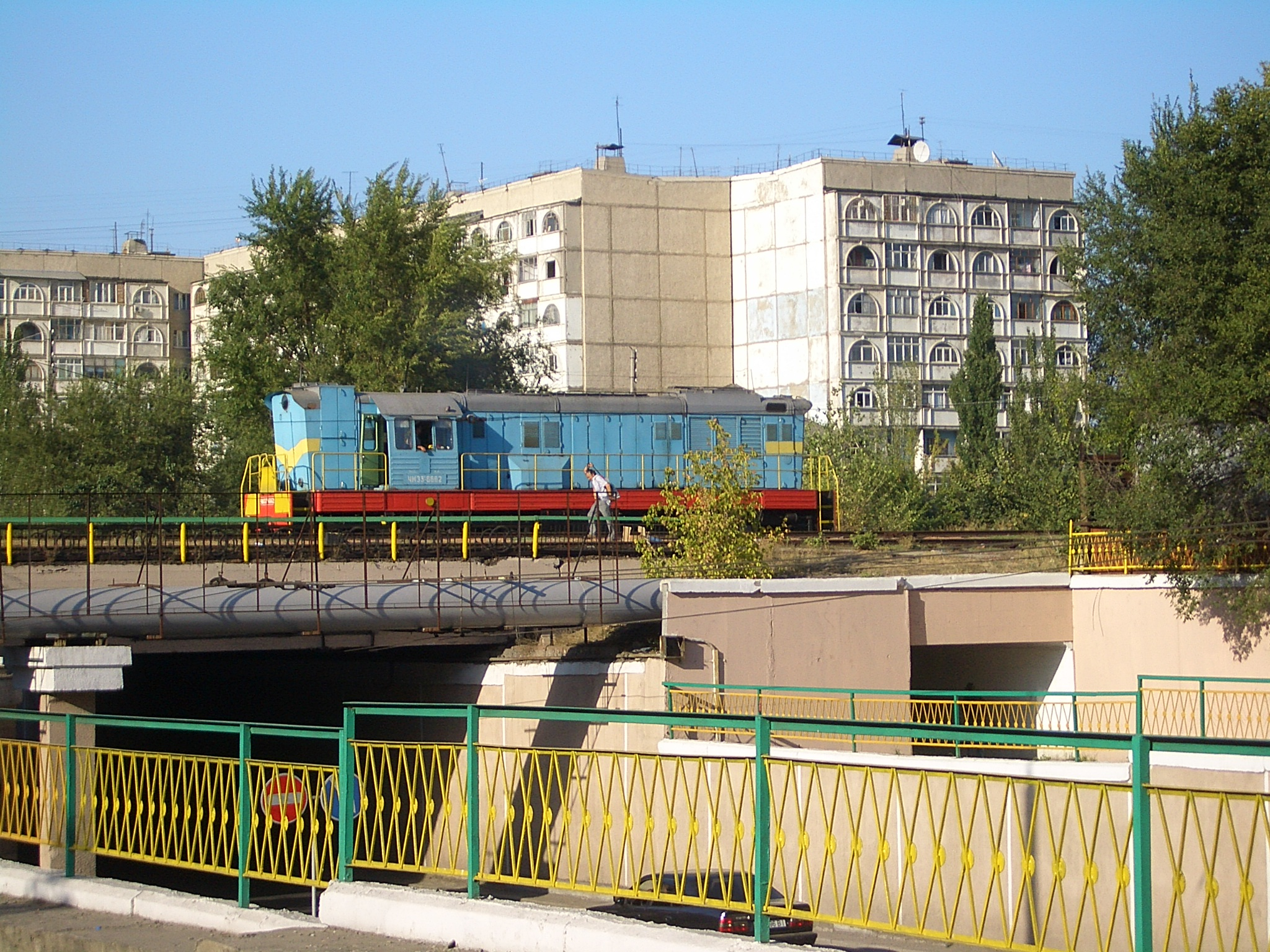
비슈케크 철도 고가교

구 소련 영토의 철도 궤간은 다른 지역의 궤간과 다르다. 구 소련 영토의 철도 선로는 1,524밀리미터(60인치)의 광궤를 사용하는 반면, 중화인민공화국, 대부분의 유럽, 북아메리카, 대부분의 호주, 이란 및 튀르키예에서 사용되는 세계 표준 궤간은 1,435밀리미터이다. 러시아 제국과 소련은 의도적으로 다른 궤간을 사용했다(명목상으로는 침략자들이 철도를 통해 러시아로 들어오는 것을 막기 위함). 결과적으로, 중화인민공화국에서 카자흐스탄으로 가는 현재 철도 노선의 열차는 국경에서 정차해야 하며, 화물은 하역된 후 중앙아시아를 통과하기 위해 카자흐스탄의 광궤 철도 노선 열차에 다시 적재된다.
소련 시대에는 추정된 필요에 따라 기관차와 화차가 정기적으로 공급되었다. 소련이 해체되었을 때, 소련 화차 차량의 점유율은 각 공화국에 할당되었고, 작은 공화국들은 더 좋은 거래를 얻지 못했다. 소련 시스템의 특징으로, 국영 철도 회사는 직원들에게 무상 교육 및 주택과 같은 사회 복지 서비스를 제공했다. 독립 후, 각국은 이러한 의무(소련 자금 없이)를 어떻게 해결할지 알아내야 했다. 소련 시대에는 중앙 계획 기관이 고객을 대부분 지정했기 때문에 마케팅은 철도에 대한 관심사가 아니었다. 연방 해체 후 수익을 늘리기 위해 철도는 더 많은 고객을 찾거나 요금을 인상해야 했다.

### 철도의 중요성과 쇠퇴
새로운 철도들은 막대한 사회 복지 부담과 노후 장비를 가진 단일 조직을 채택하는 데 어려움을 겪었다.
1. 키르기스 공화국과 타지키스탄은 소련 기업의 지점만 남았기 때문에 처음부터 국영 철도를 시작했다.
2. 철도는 유일한 고객이 국가였던 명령 경제에서, 각자 고유한 요구 사항을 가지고 있고 더 적합한 운송 수단을 자유롭게 선택할 수 있는 많은 고객이 있는 시장 경제로 전환되었다.
3. 네트워크는 국가 경제를 염두에 두고 설계되지 않았으며 연결성이 좋지 않아 국가 내 지역 간 이동을 위해 국경을 넘어야 하는 경우가 많았다.
4. 교통량이 급격히 감소했으며, 1999년부터 다시 증가하기 시작했다.

독립국가연합에서는 1992년 2월 14일 일찍부터 정부 간 협정이 체결되었다. 이 조직은 철도의 운영 및 개발을 조정하며 요금에 대한 몇 가지 중요한 협정을 촉진했다.
중앙아시아의 역내 교통은 압도적으로 철도로 이루어지며, 약 90%로 추정된다. 중앙아시아 내 무역의 경우 도로는 전체 물품의 22%만을 운송한다. 카자흐 철도는 크즐오르다와 아랄스크를 통해 전통적으로 우즈베키스탄과 키르기스 공화국, 유럽 러시아와 북유럽을 연결하는 주요 연결망을 제공해 왔으며 현재는 카스피해의 악타우 항구로 가는 경로를 제공한다. 나보이와 누쿠스를 거쳐 카자흐스탄의 마카트를 통과하는 우즈베키스탄의 철도는 우즈베키스탄 남부, 투르크메니스탄, 타지키스탄을 서시베리아와 연결한다. 또한 악타우를 경유하는 크즐오르다-아랄스크 경로에 대한 대체 동서 연결망을 제공한다.
1990년대 교통량의 급격한 감소는 최상의 화차만 사용되던 대규모 잉여 기간으로 이어졌다. 최악의 화차 중 다수는 폐기되거나 다른 화차를 유지하기 위해 부품이 해체되었다. 독립 당시 카자흐스탄의 화물 화차 수는 128,000대로 추정되었다. 2001년에는 그 수가 78,000대로 줄어들었다. 이 중 최소 30% 이상은 운행 불가능 상태였다. 나머지 화차의 약 43%는 20년 이상 되었다.

### 철도 국경 문제
소련은 구 소련 경계에서 멈추는 철도 노선을 건설했다. 따라서 중앙아시아 5개국 중 카자흐스탄(중화인민공화국과의 도스틱/드루즈바-알라샹커우에서)과 투르크메니스탄(이란과의 세라흐스에서)만이 독립국가연합 외부에 철도 연결망을 가지고 있다. 이 철도들은 북부 카자흐스탄을 북부 범아시아 철도(TAR)를 따라 러시아와 연결한다. 1954년 처음 계획되었으며, 1950년대에 건설이 시작되었지만 1990년에야 완료되었다. 화물 열차는 1991년 7월에 운행을 시작했으며, 1992년 6월에는 알마티와 우루무치(신장)를 연결하는 여객 열차가 운행을 시작했다.
러시아 궤간 투르크멘 네트워크를 표준 궤간 이란 네트워크와 연결하는 세라흐스 역은 이란과 튀르키예로의 환승을 위해 1996년에 개통되었다. 이 노선은 이란 철도 시스템과 연결되지만 페르시아만으로 화물을 운송하지 않아 중앙아시아와 해상 경로 간의 직접적인 연결을 방해한다.
따라서 수많은 잠재적인 국경 간 문제가 지역 철도 운송의 어려움의 근본 원인이다. 선로 공유 협정의 부재는 두 개 이상의 국가를 통해 상품을 이동시키는 단일 운영자의 가능성을 없앤다. 이는 시간과 비용이 많이 드는 국경 운영을 유발한다. 열차는 각 국경 교차점에서 기관차와 승무원을 변경해야 한다. 국경이나 환승 국가 내에서 세관 검사가 필요하지 않도록 화차를 봉인하는 시스템(TIR 협정처럼)이 없다.
또한 국제 모범 사례를 준수하는 지역 통일 세관 및 기타 국경 통제가 부족하여 서류 지연 가능성이 훨씬 높아진다. 화물 서류는 종종 통과하는 각 국가에 대한 별도의 운임장으로 복잡하며, 서류 문제가 발생하면 화차가 며칠 동안 억류될 수 있다.
"기관차 차량의 노후화가 단기적인 부족을 의미하는 것은 아니다. 오히려 문제는 노후화 그 자체이다."

## 도로 교통

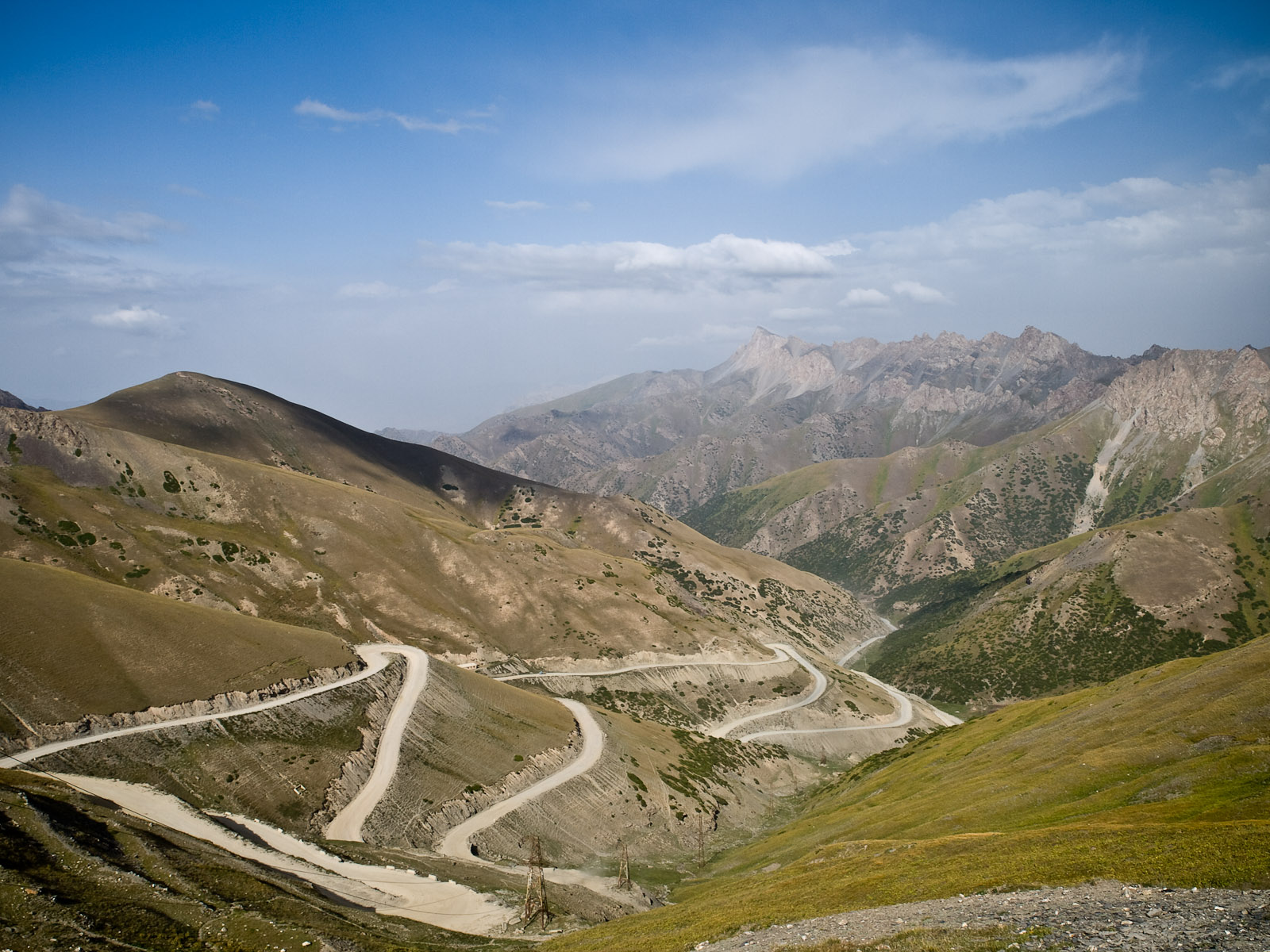
탈딕 고개 (3600m)

비교적 적은 인구, 넓은 토지 면적(특히 카자흐스탄, 투르크메니스탄, 우즈베키스탄), 그리고 험준한 산악 지형(특히 키르기스 공화국과 타지키스탄)은 중앙아시아의 사회기반시설 비용을 증가시키고 도로 사회기반시설 유지보수에 어려움을 초래한다. 중앙정부 관리 하의 도로 총 길이는 중앙아시아에서 59,430km이며, 거의 모든 도로가 포장되어 있다.
신선한 농산물의 운송으로 인해 도로 사용에는 상당한 계절적 변동이 있다. 거의 모든 식품은 특히 따뜻한 달 동안 남쪽에서 북쪽으로 도로 운송을 통해 운반된다.

### 소련 도로 건설
같이 보기 소련의 교통
소련에는 도로가 국가의 총 운송 시스템과의 관계 및 추정 교통량에 따라 다섯 가지 기술적 범주로 분류되었다. 추정 교통량이 높을수록 도로 범주도 높아졌다(범주 1은 시속 150km, 범주 5는 시속 60km).
소련의 고속도로는 다음과 같이 구분되었다.
- 전연방 고속도로: 공화국 간 운송을 제공하고 공화국 수도와 주요 경제 중심지를 연결했다. 또한 국제 운송 노선, 공항 및 전연방급 휴양지를 연결했다.[19]
- 공화국 고속도로: 오블라스티 간 운송을 제공하고 철도역 및 항구를 연결하며 전연방 고속도로에 대한 접근을 제공했다.
- 오블라스티 고속도로: 오블라스티 중심지를 도시 및 중요한 산업 및 농업 중심지와 연결했다.
- 지역 고속도로: 라욘 중심지 간 운송을 제공하고 외딴 정착촌, 소프호즈 및 콜호즈와 연결했다.
- 부처 고속도로: 개별 부처(임업, 야금 등)의 관할 하에 있는 고속도로.

중앙아시아에 건설된 주요 고속도로는 다음과 같다.
- 알마티 - 프룬제 - 타슈켄트 (812km): 이 고속도로는 1957년부터 1965년까지 건설되었다. 드잠불과 침켄트를 통과하는 카자흐스탄 남부의 주요 고속도로였다.[20]
- 타슈켄트 - 테르메스 (708km): 1940년에 건설되었고 1960년대에 대대적인 재건축이 있었다. 이 고속도로는 레닌 도로라고 불렸다. 굴리스탄과 사마르칸드를 통과했다. 앞서 언급된 고속도로와 함께 소련 36번 국도를 형성했다.
- 프룬제 - 오시 (605km): 1956년부터 1965년까지 건설된 이 도로는 공화국의 북부 및 남부 오블라스티를 연결하는 키르기스 공화국의 주요 고속도로였다.

이 고속도로에는 3,200미터 고도에 2.5km 길이의 소련 최대 고속도로 터널이 건설되었다.
- 오시 - 호루그 (701km): 파미르 도로라고 불리는 이 고속도로는 1931년부터 1934년까지 건설되었다. 이 경로는 고르노-알타이 자치주로의 운송을 가능하게 했다. 앞서 언급된 고속도로와 함께 이 경로는 소련 37번 국도를 형성했다. 경로의 일부 구간은 탈디 고개(사진 참조)를 포함하여 4,000미터 이상의 고도에 있다.

### 소련 도로 출판물
"자동차 도로"(Avtomobil'nye Dorogi)는 교통 건설부가 발행하는 월간 산업 기술 잡지였다. 1954년부터 모스크바에서 발행되었으며, 고속도로의 계획, 건설, 수리 및 유지 보수 문제에 대해 다루었다.
"자동차 운송"(Avotmobil'nyi Transport)은 자동차 운송 및 고속도로부와 자동차 운송 및 고속도로 직원 노조 중앙위원회가 발행하는 월간 제조 및 기술 간행물이었다. 1923년부터 모스크바에서 발행되었으며, 선적 및 차량 운송 조직, 차량 설계 및 수리, 직원 교육 및 교통 안전 문제뿐만 아니라 해외 운송 문제도 다루었다.

### 현대 도로 사회기반시설
특히 키르기스스탄과 타지키스탄은 내륙국이며 무역 및 상업을 도로에 크게 의존한다. 산악 지형은 운송을 어렵고 비용이 많이 들게 한다. "주요 도로 통로의 경우, 양국 정부는 운송 건설 지원을 위해 대규모 국제 및 양자 파트너에게 계속 의존할 계획이다. 키르기스스탄에서는 국제 기구들이 1995년부터 2008년까지 1,600km의 도로 재건에 4억 달러 이상을 투자했다. 중국의 수출입 은행은 타지키스탄의 운송 사회기반시설에 가장 큰 투자자이다…" 타지키스탄에서는 일본의 개발 기관이 수도에서 남쪽으로 도로를 건설하고 있다. 일반적으로 이러한 투자는 산발적이며 국제 화물을 운송할 수 있는 도로 사회기반시설을 목표로 한다. 소련 시대의 유산에 따라, 이들은 또한 일반적으로 남북 축을 따라 지향된다.
동부 카자흐스탄을 통과하는 남북 도로(알마티 및 악토가이를 경유)는 키르기스 공화국(및 어느 정도 우즈베키스탄)과 동시베리아 간의 중요한 연결망을 제공한다. 키르기스 공화국과 타지키스탄을 통과하는 남북 도로는 카자흐스탄과 신장을 아프가니스탄 및 이란과 파키스탄의 항구와 연결한다.

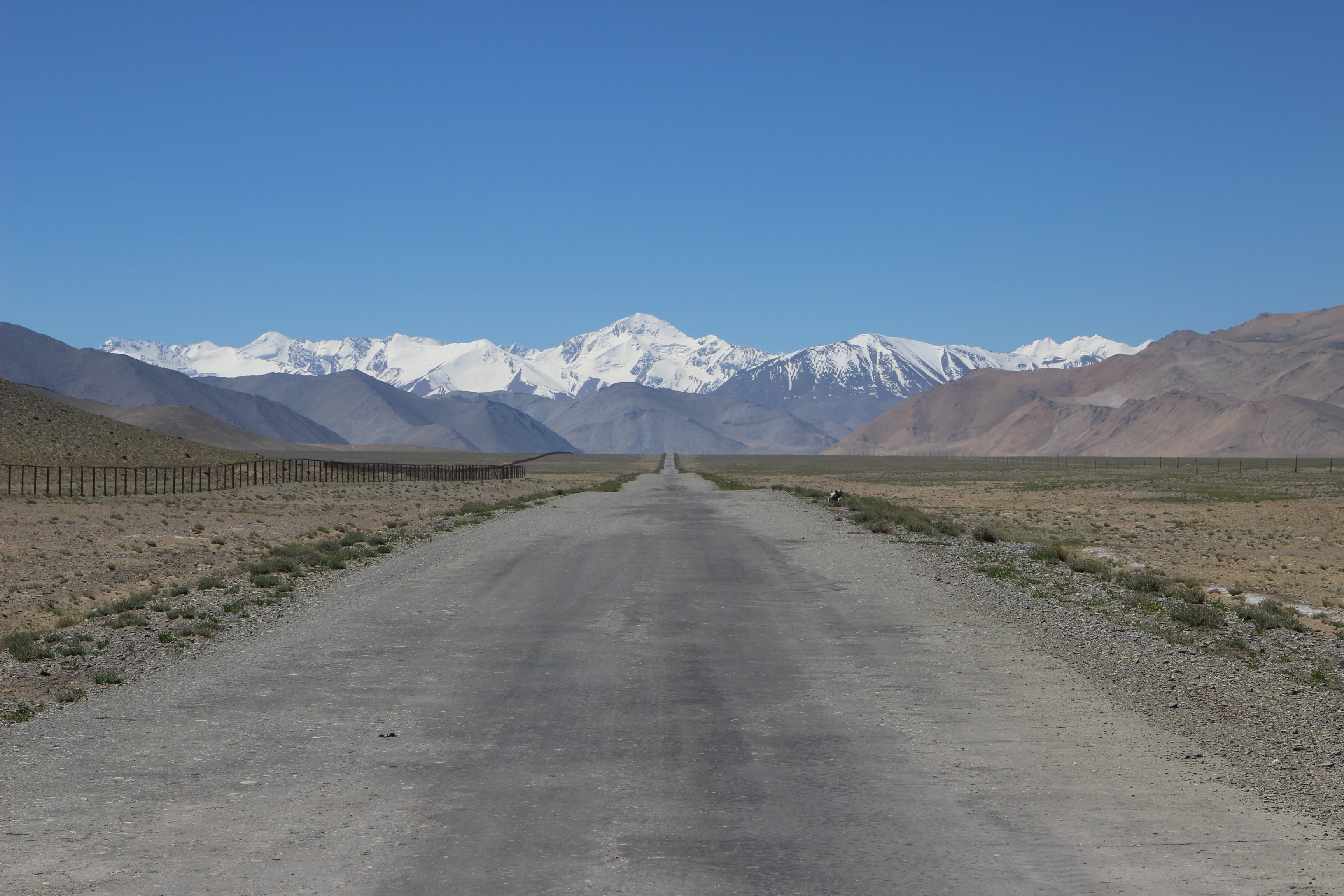
카라쿨 근처 파미르 고속도로

외국 원조를 많이 받지 못하지만 상당한 천연가스 매장량을 가진 투르크메니스탄에서는 소련식 관리 시스템이 대체로 유지되고 있다. 5개의 개별 부처가 운송 부문의 특정 부분을 담당하고 있다. 정부는 도로 개선에 대한 마스터플랜을 개발하지 않았으므로, 개선 사항은 교통량, 향후 건설 또는 유지 보수 비용을 고려하지 않는다.
열악한 도로 상황은 과적 차량과 자금 제약으로 인한 예방 유지 보수 부족으로 인해 발생한다. 많은 유지 보수 및 수리는 양자 원조에 의존하거나 단편적으로 이루어진다.

### 국제 도로 연결망
모든 중앙아시아 공화국은 국제 도로 운송 협정 이행을 지원하는 국제 도로 연맹의 회원이다. 일반적으로 중화인민공화국은 이러한 광범위한 다자간 협정에 참여하지 않지만, 더 작은 규모의 협정을 체결했다. 그중 가장 주목할 만한 것은 1995년 3월 9일의 통과 운송 협정(중화인민공화국, 카자흐스탄, 키르기스 공화국, 파키스탄)과 1998년 2월 19일의 국제 도로 운송 협정(중화인민공화국, 키르기스 공화국, 우즈베키스탄)이다.

## 에너지 사회기반시설

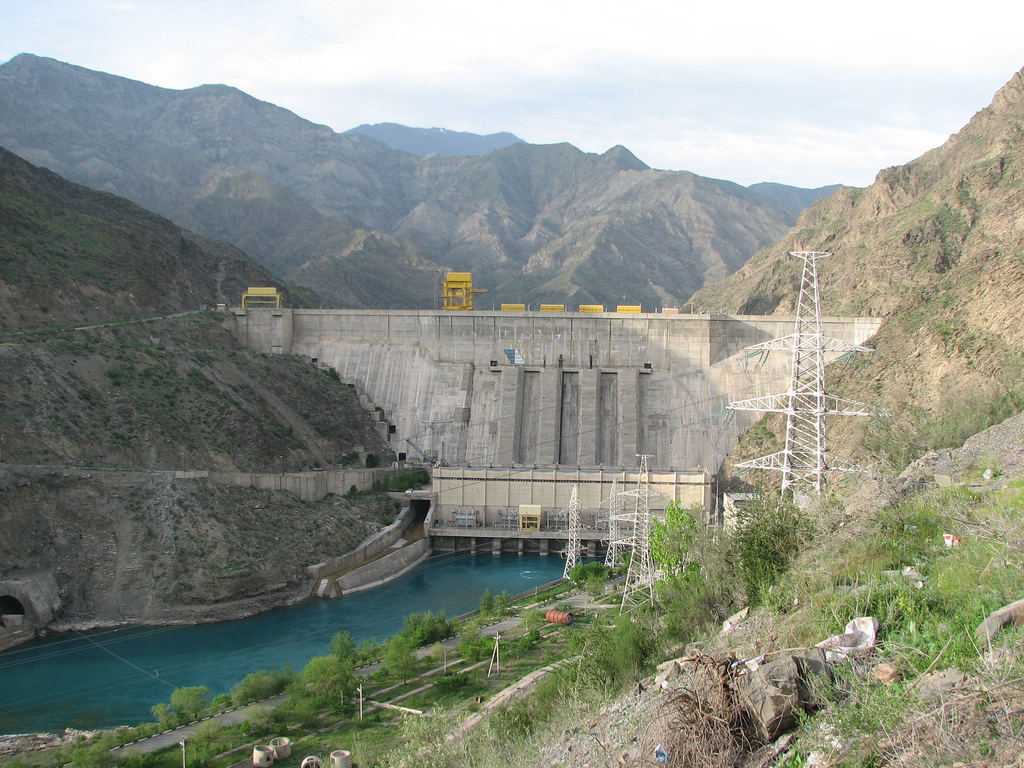
쿠르프사이 수력 발전소, 키르기스스탄

소련 시대에는 중앙아시아 통합 에너지 시스템(UESCA)이 중앙아시아 5개국 간의 물과 에너지 교환을 제공했다. 소련이 붕괴되자 이들 국가는 새로 단절된 전력망에 상당한 격차가 있음을 신속하게 발견했다. 소련 시대에 널리 퍼져 있던 합의에 따르면, 키르기스스탄과 타지키스탄은 여름에 우즈베키스탄, 카자흐스탄, 투르크메니스탄에 관개 목적으로 물을 공급했다. 겨울에는 투르크메니스탄, 카자흐스탄, 우즈베키스탄이 타지키스탄과 키르기스스탄에 난방 수요를 충당하기 위해 가스를 공급했다. UESCA는 2003년 투르크메니스탄이 시스템 탈퇴를 선언하면서 해체되기 시작했다. 소련 시대의 공유 협정이 해체되면서 타지키스탄과 키르기스스탄은 전력 공급에 심각한 부족을 겪고 있다. 타지키스탄의 겨울철 부족량은 500MW이다.

### 수력 발전
1950년대까지 소련은 연방의 유럽 지역에 수력 발전 건설을 집중했으며, 이는 소련 수력 발전 생산량의 65%를 차지했다. 이후 수십 년 동안 볼가, 극동 및 중앙아시아 강에서 상당한 건설이 이루어졌다.
톡토굴 수력 발전소는 오시 오블라스티의 나린 강에 위치해 있다. 이 발전소는 1975년에 1,200MW 용량으로 운영을 시작했다. 댐은 높이 215m이다.
댐은 1974년에 채워지기 시작한 톡토굴 저수지를 형성한다. 저수지는 284평방 킬로미터를 덮는다. 저수지는 나린 강의 흐름을 조절하여 0.5백만 헥타르의 토지를 관개할 수 있게 한다.
누렉 수력 발전소 건설은 1961년 타지크 SSR 누렉 근처 바흐시 강에서 시작되었다. 댐은 높이 300m, 체적 5,600만 입방 미터이다. 댐에서 생산된 전기는 500 및 220킬로볼트로 작동하는 송전선을 통해 중앙아시아 통합 전력망에 공급되었다. 계획된 용량은 2,700MW였다.
댐에 의해 형성된 저수지는 1972년에 채워지기 시작했으며, 면적은 98평방 킬로미터였다. 이는 계절적 물 흐름을 조절하고 카르시 및 크즐쿰 스텝과 당가라 고원의 1백만 헥타르의 토지를 관개할 수 있게 했다.
부크타르마 수력 발전소는 카자흐스탄의 이르티시 강에 위치해 있다. 1953년에 건설이 시작되어 1966년에 완전 가동되었으며, 675MW의 설치 용량을 가졌다. 댐 높이는 80m이며, 부크타르마 저수지를 형성하고 동부 카자흐스탄에 전기를 공급한다.
저수지는 1960년에 채워지기 시작했으며 면적은 5,500km2이다. 이는 여러 오블라스티의 수십만 에이커의 범람원 관개를 가능하게 한다.
소련은 누렉 댐을 포함하여 세계에서 가장 높은 댐을 건설했다. 수력 발전 프로젝트는 또한 지진 활동이 활발한 지역(톡토굴 댐은 "9점 지역")에서도 수행되었다.

### 소련 에너지 사회기반시설에 대한 현대의 압력
우즈베키스탄과 투르크메니스탄은 1960년대와 1970년대에 건설된 에너지 생산 능력으로 살아왔지만, 이 사회기반시설은 한계에 도달하고 있다. 키르기스스탄에서는 아직 전력 부족이 없지만, 수요가 증가하고 있다. 정부는 오시와 비슈케크에 있는 두 개의 화력 발전소가 겨울에 전력 부족을 야기할 정도로 노후화되도록 방치했다.
타지키스탄에서는 에너지 부문이 두 가지 주요 수출 산업인 면화와 알루미늄 생산을 지원하는 데 사용된다. 수자원 및 관개부는 국영 전력 회사인 바르키 타지크의 가장 큰 채무자 중 하나이다. 타지크 알루미늄 회사는 전체 전력의 40~50%를 소비하며 전국에서 가장 낮은 요금을 지불한다. 정부는 두 부문 모두 중요한 수입원이라고 주장한다. 1991년 독립 후 카자흐스탄은 에너지 시스템의 전략적 취약성을 해결하기 시작했다. 당시 북부 지역은 러시아 전력망과 연결되어 있었고, 남부 지역은 통합 지역 시스템에서 전력을 공급받았다. 두 개의 남북 송전선(1997년과 2009년)을 건설함으로써 국가는 남부 지역을 북부의 주요 에너지원에 연결하고 이웃 국가에 대한 의존도를 줄였다.
키르기스 공화국에서는 국내 남부의 정유 공장 난방유 출고 가격은 톤당 50달러이다. 그러나 철도를 통해 북부로 운송하면 우즈베키스탄, 타지키스탄, 카자흐스탄을 통과해야 하므로 27~30달러의 비용이 들 수 있다. 이는 북부에서 기름이 약 90달러에 팔린다는 것을 의미한다. 석탄의 경우 최종 가격에서 운송 비용의 비중이 훨씬 더 높다.